# Региональная политика
Региональная политика — это составная часть государственного регулирования; комплекс законодательных, административных и экономических мероприятий, способствующих наиболее рациональному размещению производительных сил и выравниванию уровня жизни населения.
Является составной частью политики государства, направленная на организацию национального пространства в соответствии с избранной стратегией развития. Основными объектами являются: административно-территориальные деления (области, края, провинции); единицы политико-территориального деления (автономии, образованные на моно- или полиэтнической основе); субъекты федерации. В чрезвычайных ситуациях объектами становятся зоны стихийных и экологических бедствий, конфликтов. Степень самостоятельности регионов в разных странах неодинакова, зависит от государственного устройства. Возникающие между центром и регионами противоречия разрешаются, как правило, путём компромиссов. Успехи или неудачи в проведении политики зависят от правильно выбранной, научно обоснованной стратегии регионального развития.
Региональная политика охватывает все важнейшие отрасли материального производства, занятость населения, размещение сферы обслуживания, стимулирование туризма и т. д.
Главная цель политики заключается в сглаживании наиболее острых социальных и экономических диспропорций между отдельными районами страны.
Методы проведения политики

Методы проведения политики:

— выделение «нуждающихся» районов, по отношению к которым государство должно проводить региональную политику;

— «реанимация» депрессивных районов;

— «стимулирующая» политика;

— «компенсирующая» политика.

Меры политики в депрессивных и нуждающихся районах страны предусматривают:

— прямую финансовую помощь;

— займы на выгодных условиях и налоговые льготы;

— создание за счет государства производственной и социальной инфраструктуры;

— размещение государственных заказов;

— политика направления в необходимое русло миграционных потоков населения.

## Элементы политики
- Налоговая политика — определение налоговых платежей и льгот, определяющих налоговую систему региона и режим налогообложения предпринимательской деятельности.
- Бюджетная политика — механизм формирования и использования государственных финансовых ресурсов и их перераспределения между регионами.
- Ценовая политика — государственное регулирование цен и тарифов, способы и формы этого регулирования.
- Инвестиционная политика — мера по поддержке инвестиционной активности хозяйствующих субъектов, распределению бюджетных капиталовложений.
- Структурная политика — система мер по поддержке и реструктуризации предприятий.
- Социальная политика — определение условий и требований к хозяйствующим субъектам ради достижения внеэкономических целей.
- Институциональная политика